# OXcars
Los oXcars son una gala no competitiva celebrada anualmente en octubre en la Sala Apolo de Barcelona para visibilizar la creación y distribución cultural realizada bajo los paradigmas de la cultura compartida.
A través de muestras y menciones simbólicas a obras de varias categorías, se muestran de forma paródica soluciones legales reales. Las categorías premiadas incluyen: Música, Animación, Teatro, Herramientas humanas, Mercados de futuro, Grandes sobras de la cultura española, entre otras.

## Qué son los oXcars
Los oXcars son una gala organizada por Xnet (conocida como eXgae hasta noviembre de 2010), una plataforma sin ánimo de lucro que propone modelos alternativos para la difusión cultural y la gestión de los derechos de autor. Las ediciones de 2008 y 2009 contaron con la colaboración de Conservas y la de 2010 con la de Conservas, Red Sostenible y Telenoika.
La gala repasa lo más destacado del año en el panorama de la cultura y el conocimiento libres a través de actuaciones musicales, vídeos, presentaciones breves de proyectos, performances y lecturas.
Desde 2009, los oXcars coinciden con la celebración del FCForum, un encuentro internacional que reúne a organizaciones y expertos en el ámbito de la cultura y el conocimiento libres para crear un marco estratégico global y una estructura de coordinación internacional.

## Categorías
- Música
- Cine
- Danza
- Teatro
- Animación
- Literatura

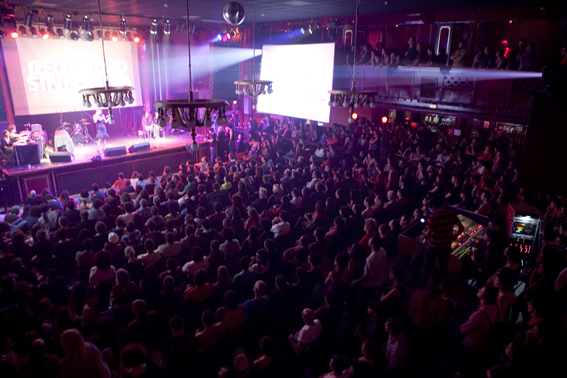
Gala de los oXcars 2009

- Millones de visitas en nuestra habitación
- Grandes herramientas humanas
- Mercados de futuro
- La cultura existía antes de la industria cultural
- Grandes sobras de la cultura española

## Ediciones

### oXcars 2008
En la primera edición de los oXcars, celebrada el 28 de octubre de 2008, participaron Leo Bassi, The Pirate Bay, el colectivo literario Wu Ming, el director Guillermo Zapata (director del corto Lo que tú quieras oír, Pablo Soto (desarrollador del software Manolito P2P), Platoniq, Alan Toner, FreeCinema, Griffi de Sólo los Solo, Molleindustria (con el videojuego Free Culture Game), Enrique Sierra de 127.es, la Blender Foundation con el corto 3D Big Buck Bunny, Realidades Avanzadas y Matt Black (Coldcut).
La gala finalizó con conciertos de K-Sero+Off://TV (enlace roto disponible en Internet Archive; véase el historial, la primera versión y la última)., Filastine y La Màquina de Turing.

#### Actividades paralelas
Entre el 29 de octubre y el 1 de noviembre se realizaron actividades paralelas en torno a la cultura libre. Hubo charlas, debates, mesas redondas y talleres prácticos sobre licencias, obras culturales libres, anonimato y cifrado en la red,  producción y gestión de derechos en proyectos audiovisuales y Safe Creative, un servicio que permite registrar obras gratuitamente utilizando cualquier tipo de licencia. También se presentó el libro de Wu Ming The New Thing y se proyectó la película Steal this film, part 2.

### oXcars 2009
En la segunda edición de los oXcars participaron Duquende, el dramaturgo Rodrigo García, los creadores de la serie Malviviendo, Derivart, la Original Jazz Orquesta Taller de Músics, el escritor Alberto Vázquez-Figueroa, Electronic Frontier Foundation, Riot Cinema Collective, Jamendo, Ilegal Art, FreeCinema, la editorial Alqua, el artista Evan Roth, el cómico Rémi Gaillard, psst!3 (proyecto de cine colaborativo), Shelios, el cortometrajista David O'Reilly, Compartir Dòna Gustet, Xavier Theros y Martín Fernández (MotionGraphics).
La gala terminó con un concierto y live set de Daedelus y Martin Vallejo.

### oXcars 2010
En la gala de los oXcars de 2010 participaron el escritor José Luis Sampedro, The Pinker Tones, Kate Madison y Actors at Work Productions (creadores de la película Born of Hope), la compañía de danza Akram Khan, la escritora Belén Gopegui, Miguel Brieva, Triolocría, la agencia de diseñadores Lava con su campaña Free Magenta (en contra de la patente de Deutsche Telekom sobre el color magenta), el bloguero gastronómico Txaber Allué, el grupo de hip-hop At Versaris, la ReacTable (instrumento musical electrónico colaborativo), el festival de cultura libre y copyleft Te Pica la Barba (con el corto de animación Sopa, de Irene Iborra y Jossie Malis), Goltvgo (un portal que ofrece retransmisiones deportivas a través de aplicaciones streaming o P2P), Koulomek, la Tweetpeli (película colaborativa hecha a través de Twitter), leerestademoda.com, Ploomba (hilo musical libre), European Digital Rights, Public Domain Day, La Máquina que guía los rayos del sol (animaciones), Martín Hernández (MotionGraphics) y Kevin Nicoll (ilustración).

### oXcars 2011
La cuarta edición contó con la presencia, entre otros, de John Perry Barlow (cofundador de Electronic Frontier Fundación), que celebró los 15 años de la declaración de independencia del ciberespacio; el periódico digital El Mundo Today, que narra en tono satírico la actualidad política y social; Stéphane Grueso, director de Copiad Malditos, primer documental en Creative Commons de TVE; el historietista Aleix Saló; y el grupo musical Las buenas noches, que produce su música en Creative Commons.

### oXcars 2012
La quinta edición se celebró en Barcelona el 25 de octubre de 2012 y se centró en identificar a los defensores y detractores de la libre circulación de la cultura y de los nuevos modelos de creación cultural. La gala comenzó con una adaptación del discurso de Cory Doctorow "The Coming War on General Purpose Computation". Entre los participantes estuvieron el actor Paco León, con su película Carmina o revienta, estrenada simultáneamente en cines e Internet; el rapero Dan Bull; el documental No.Res, realizado en Creative Commons; la querella 15MpaRato; el portal Taringa o la iniciativa Megabox de Megaupload.

### oXcars 2013
La sexta edición se celebró en Barcelona el 24 de octubre de 2013. En la gala participaron, entre otros, el abogado David Bravo, especializado en propiedad intelectual y derecho informático; Toque a Bankia, My Open Source Cure, Paul Borons, Robocicla, Scann y el grupo de música electrónica Kashba.

### oXcars 2014
La edición de 2014 se celebró junto con el festival The Influencers, en el Centro de Cultura Contemporánea de Barcelona del 26 al 29 de noviembre de 2014, mostrando una selección de los mejores números que se han realizado en las anteriores ediciones.